# Malé Chyndice
Malé Chyndice é um município da Eslováquia, situado no distrito de Nitra, na região de Nitra. Tem 7,89 km² de área e sua população em 2018 foi estimada em 389 habitantes.

## Demografia
| Ano:        | 1994 | 2004   | 2014   | 2024   |
| ----------- | ---- | ------ | ------ | ------ |
| Broj ljudi: | 401  | 392    | 391    | 389    |
| Razlika:    |      | -2,24% | -0,25% | -0,51% |

| Ano:               | 2023 | 2024   |
| ------------------ | ---- | ------ |
| Número de pessoas: | 378  | 389    |
| Diferença:         |      | +2,91% |